# Saadet Yüksel
Saadet Yüksel (* 7. Dezember 1983 in Istanbul) ist eine türkische Juristin und Richterin am Europäischen Gerichtshof für Menschenrechte.

## Leben und Wirken
Yüksel studierte ab September 2000 Rechtswissenschaften an der Universität Istanbul, wo sie 2004 den Bachelor of Laws und 2006 den Master of European Laws erwarb. Anschließend arbeitete sie in der Türkei als Rechtsanwältin unter anderem für Menschenrechtsfragen. 2011 erwarb Yüksel den Master of Laws an der Harvard Law School. Anschließend kehrte sie in die Türkei zurück und wurde 2012 von der Universität Istanbul zur Dr. iur. promoviert. Anschließend war sie als Dozentin an der Universität Istanbul tätig, wo sie 2016 außerordentliche Professorin für Verfassungsrecht wurde. 2017 übernahm sie einen Lehrstuhl für Verfassungsrecht. 2018 war sie Gastdozentin an der Hamad-Bin-Khalifa-Universität in Katar.
Im April 2019 wurde Yüksel zur Richterin am  Europäischen Gerichtshof für Menschenrechte gewählt. Sie trat ihre voraussichtlich bis 2028 dauernde Amtszeit am 3. Juli 2019 an.

## Schriften
- Avrupa Birliği'nde İşçilerin Serbest Dolaşımı ve Türk İşçilerinin Statüsü, Istanbul 2007. (türkisch)
- Özel Yaşamın Bir Parçası Olarak Telekomünikasyon Yoluyla Yapılan İletişimin Gizliliğine Önleyici Denetimle Müdahale, Istanbul 2012. (türkisch)
- Anayasa Yargısında İbadet Özgürlüğü, Istanbul 2015. (türkisch)